# Bowieíta
La bowieíta es un sulfuro mineral de rodio-iridio-platino (Rh,Ir,Pt)2S3, que se encuentra en algunas pepitas de aleación de platino, platino-osmio, laurita e inclusiones de silicatos. Fue reconocido por la IMA en 1984 y recibe ese nombre en honor del científico británico, Stanley Bowie (1917–2008), como reconocimiento a su trabajo en la identificación de minerales opacos.

## Presentación en la naturaleza
Ha sido descrita en Goodnews Bay, Alaska, Estados Unidos, en Gaositai, provincia de Hebei, China, y en el macizo de Gusevogorskii, en los Urales, Rusia.
Es muy frecuente que lleve como impurezas iridio y platino.

## Características
La bowieíta fue descrita por George A. Desborough y Alan J. Criddle en 1984. Es de color gris pálido a marrón gris, y lustre metálico. Pertenece a la clase 02.DB.15 de Strunz junto a otros sulfuros metálicos.
Posee una débil anisotropía, con colores grises y marrones. Cristaliza en el sistema ortorrómbico bipiramidal, clase cristalina mmm, presentándose en forma de pequeños granos alotriomorfos de 0,02 a 0,5 mm.
Su dureza es 7.